# Kirsten Barnes
Kirsten Barnes   (Londres, 26 de març de 1968) és una ex-remadora canadenca que va competir durant les dècades de 1980 i 1990.
El 1988 va prendre part en els Jocs Olímpics de Seül, on fou setena en la prova del dos amb timoner del programa de rem. Quatre anys més tard, als Jocs de Barcelona, guanyà la medalla d'or en les proves del vuit amb timoner i quatre sense timoner del programa de rem. En el seu palmarès també destaquen dues medalles d'or al Campionat del món de rem i una altra medalla d'or als Jocs Panamericans.
Barnes es va retirar després dels Jocs de Barcelona per completar els seus estudis a la Universitat de Victoria, on es va graduar el 1993. Posteriorment es doctorà en psicologia esportiva a la Universitat de Bristol el 1997.